# Discours (linguistique)
Pour les articles homonymes, voir Discours (homonymie).
Le terme « discours » a son origine dans la rhétorique, mais a été adopté aussi par la linguistique. Selon certains linguistes, par discours on entend surtout une production orale. D’après d’autres, c’est un terme générique pour divers types de textes, par lequel ils entendent des productions soit écrites, soit orales,,,.
La linguistique a étendu la notion de discours à tout message oral ou écrit produit par un seul locuteur, mais certains auteurs y incluent le dialogue et le polylogue.
Il y a plusieurs visions divergentes sur le discours et, par conséquent, plusieurs définitions. En voici quelques-unes :
1. « Le terme de discours désigne tout énoncé supérieur à la phrase, considéré du point de vue des règles d’enchaînement des suites de phrases. »[9] ;
2. « Le texte est une suite ordonnée de signes langagiers situés entre deux interruptions évidentes de la communication. »[10] ;
3. « Le texte est l’unité fonctionnelle la plus grande qui constitue le cadre structurel de la communication langagière. C’est dans ce cadre que s’organisent les phrases en tant qu’unités minimales de la communication […]. »[11] ;
4. « Le texte est l’unité, la totalité pragmatique, sémiotique, stylistique d’un nombre ”n” de phrases. »[12] ;
5. « Le texte est un produit langagier pourvu de structure et de cohésion interne, qui acquiert ses caractéristiques effectives dans ses relations situationnelles et intertextuelles. »[13].

Dans la suite de cet article, seul le terme « discours » est utilisé, étant entendu qu’il englobe le terme « texte ».

## Cohérence du discours
Entre les éléments du discours, qu’ils soient langagiers ou non, il existe diverses relations qui assurent sa cohérence. Celle-ci est d’une part structurelle, consistant en les relations entre divers niveaux du discours et, d’autre part, processuelle, étant donné qu’elle se manifeste dans la création et la compréhension du discours. Dans la structure du discours on distingue trois niveaux : sa microstructure, sa mésostructure et sa macrostructure.

### Microstructure du discours
L’un des types de relations au niveau inférieur de la structure du discours se créent entre phrases voisines ou proches, à l’aide d’éléments langagiers comme :
- des éléments anaphoriques, qui se réfèrent à quelque chose d’exprimé dans une phrase antérieure à celle où ils se trouvent, par exemple :
  - des pronoms, des verbes, des adverbes : (en) He did that there « Il a fait cela là-bas ». Dans cette phrase, chaque mot reprend les éléments d’une phrase précédente qui pourrait être John painted this picture in Bermuda « John a peint ce tableau aux Bermudes »[15],
  - l’article défini : (hu) Tegnap hárman kértek szállást a fogadóban. A vendégek két napig maradtak. « Hier trois personnes ont demandé à être hébergées à l’auberge. Les clients y sont restés deux jours. »
  - des suffixes : Péter bejött a szobába. Leült, és olvasni kezdte az újságot. Mari is eljött. A barátja azonban otthon maradt. « Péter est entré dans la pièce. Il s’est assis et a commencé à lire le journal. Mari est venue aussi. Son ami, par contre, est resté chez lui. » Le suffixe de type désinence -t se réfère au sujet de la phrase antérieure, Péter, et le suffixe personnel possessif -ja, correspondant à l’adjectif possessif français, se réfère au même mot,
  - un élément répété ou repris par un synonyme : A szomszédék a bejárat elé állították kocsijukat. A kocsi/jármű még egy hét múlva is ott volt. « Les voisins on garé leur voiture devant l’entrée. La voiture/Le véhicule y était encore une semaine plus tard. »
- des éléments cataphoriques, qui anticipent quelque chose existant dans la phrase qui suit celle où ils se trouvent : (en) I said this/the following : … « J’ai dit ceci : … », Here is the 9 o’clock news « Voici les informations de 9 heures »[16], (hu) Ezt kóstold meg! Ilyen jó halászlét még nem ettél. « Goûte-moi ça ! Tu n’as jamais mangé de soupe de poisson aussi bonne. »

Un autre type de relations microstructurelles se créent entre le discours et la situation de communication, qui est extérieure au discours. Elles se réalisent par des éléments langagiers se référant aux personnes (celle du locuteur, celle du/des destinataire(s) du message, à un/des tiers), au lieu, au temps, à la modalité des actions, à une qualité, etc., éléments appelés déictiques. Ceux-ci peuvent être des pronoms personnels et démonstratifs, des adverbes (de lieu et de temps), des formes temporelles du verbe. Dans (en) I am hungry « J’ai faim », par exemple, le pronom personnel indique le fait qu’il s’agit de celui/celle qui parle, dans It’s muggy here « Il fait lourd ici », l’adverbe indique le fait que le locuteur parle du lieu où il se trouve, dans There’s a full moon today « Il y a pleine lune aujourd’hui », l’adverbe indique le fait que la constatation est valable pour le jour où le locuteur parle. Dans la plupart des cas, les pronoms déictiques sont en même temps anaphoriques ou cataphoriques. Dans le discours oral, un élément déictique peut aussi être non verbal, par exemple un geste.
Il y a aussi des éléments déictiques qui font des liaisons à l’intérieur du discours : (hu) Föntebb már esett szó arról, hogy… « Plus haut, il a déjà question de… ».
Les relations microstructurelles peuvent se répéter dans le même discours. Dans une narration, par exemple, on répète les références à la personne du narrateur (la 1re, si c’est le locuteur), à la personne des personnages (la 3e), au moment où les événements ont lieu (formes de passé des verbes), etc. Ces relations forment un réseau à l’intérieur du discours, contribuant à sa cohérence.

### Mésostructure du discours

#### Relations mésostructurelles
Dans le discours il y a aussi des connexions qui marquent non pas la relation simple entre deux entités élémentaires, mais la relation plus complexe entre unités discursives plus grandes. Au niveau mésostructurel, la sphère d’influence de l’élément discursif s’étend à un domaine de dimensions moyennes : quelques phrases, un paragraphe (à l’écrit), quelques répliques (dans un dialogue).
L’un des types de connexion mésostructurelle est réalisé en répétant l’un des membres de la structure thème-rhème de la phrase. Exemples :
- (sr + hr) Slavko vidi Olgu. Olgu vidimo i mi « Slavko voit Olga. Olga, nous aussi la voyons ». Le thème de la première phrase est Slavko (information déjà connue du destinataire) et son rhème – vidi Olgu (information nouvelle pour le destinataire). La partie principale du rhème de la première phrase (Olgu) devient le thème de la seconde[20] ;
- (hu) Holnap az idő vagy esős lesz vagy napsütéses. Ha esik, itthon maradunk. Ha süt a nap, elmegyünk kirándulni « Demain, le temps sera ou bien pluvieux, ou bien ensoleillé. S’il pleut, nous resterons chez nous. S’il fait du soleil, nous irons en excursion ». Dans la première phrase, le rhème a deux parties importantes, pluvieux et ensoleillé. La première devient le thème de la seconde phrase, et la deuxième – le thème de la troisième phrase.

En s’interconnectant de diverses façons, les thèmes et les rhèmes réalisent une progression thématique.
Un autre type de relation mésostructurelle entre phrases simples indépendantes et phrases complexes voisines est celle de coordination, analogue à celle qui peut exister entre propositions d’une phrase complexe, avec la même typologie. La coordination copulative peut se réaliser par simple juxtaposition de phrases, lorsqu’on exprime une succession d’événements : (hu) Péter bejött a szobába. Leült, és olvasni kezdte az újságot « Péter est entré dans la pièce. Il s’est assis et a commencé à lire le journal ».
La coordination se réalise également par des mots ou groupes de mots appelés « marqueurs de relation » par certains auteurs. Ceux-ci font partie d’une classe plus grande, celle des connecteurs. Il y a aussi des types de coordination autres que copulative, réalisés par des marqueurs de relation :
- coordination adversative : Michel est d’accord avec le projet. Par contre, il refuse de travailler avec cette équipe.[23] ;
- coordination disjonctive : Tout le monde a une métaphysique. Patente, latente. Je l’ai assez dit. Ou alors on n’existe pas. (Charles Péguy)[24] ;
- coordination conclusive : (en) There has been no rainfall for some time. The ground is therefore very dry. « Il n’a pas plu depuis quelque temps. C’est pourquoi la terre est très sèche. »[25] ;
- coordination explicative : (hu) Tavasszal alaposan fel kell újítani a töltéseket. Az őszi árvizek ugyanis megrongálták a gátakat a folyó igen hosszú szakaszán. « Au printemps, il faut refaire les digues minutieusement. C’est que les inondations d’automne ont détérioré les digues sur un tronçon très long de la rivière. »

D’autres relations aussi sont exprimées par des marqueurs de relation :
- addition : Internet est une source inépuisable d’informations. De plus, c’est un remarquable outil de communication.
- énumération : Internet est une source d’informations facilement accessible. Premièrement, de plus en plus de gens sont « branchés » au bureau ou à la maison. Deuxièmement, ces dernières années, une multitude de cafés Internet ont vu le jour, partout dans le monde.
- concession : La Toile est un outil de communication d’une rare efficacité. Bien sûr, il arrive parfois que le réseau soit débordé […].
- explication : Internet est un instrument de recherches remarquable. En effet, en quelques minutes seulement, l’utilisateur du Net peut accéder […].
- illustration : L’autoroute électronique comporte tout de même certains désavantages. Ainsi, la publicité inonde […] les internautes.
- synthèse : Bien qu’Internet soit perfectible et que la qualité des informations qu’on y retrouve laisse parfois à désirer, de plus en plus de gens […] en découvrent les multiples possibilités. En somme, l’inforoute demeure un merveilleux outil d’information et de communication.
- situation dans le temps : En 2001, 46 % des Québécois naviguaient dans Internet mensuellement. On peut maintenant présumer que la moitié des Québécois visitent la Toile fréquemment.

Il existe encore d’autres relations exprimées par des marqueurs de relation, par exemple selon Čirgić 2010 :
- situation dans l’espace : Ušli su u jednu sobicu na kraju hodnika. Onđe nije bilo ničega. « Ils sont entrés dans une petite chambre au bout du couloir. Là, il n’y avait rien. »
- manière : Obilazio je pogon triput dnevno. Tako je mogao imati uvid u sve što se događa. « Il faisait la ronde trois fois par jour dans l’usine. Ainsi il pouvait avoir un regard sur tout ce qui s’y passait. »
- but : Hoćahu da obiđu sve glavne gradove južne Evrope. S tom namjerom krenuše na put krajem prošle neđelje. « Ils voulaient passer par toutes les villes importantes de l’Europe du Sud. C’est avec cette intention qu’ils sont partis la semaine dernière. »
- condition : Ljekove nikako ne smijete prestati uzimati. U tome slučaju bilo bi uzaludno sve što smo dosad napravili. « En aucune façon vous ne devez pas cesser de prendre les médicaments. Dans ce cas, tout ce que nous avons fait jusqu’à présent serait pour rien. »
- exclusion : Svi su bili onđe već u osam. Samo se on pojavio tek poslije devet. « Tous étaient présents à huit heures déjà. Seul lui est apparu à peine après neuf heures. »
- accentuation : Mislim da je krajnje vrijeme za odlazak. Štoviše trebali smo otići i prije. « Je pense qu’il serait grand temps de partir. Plus que ça, on aurait dû partir plus tôt. »

#### Le paragraphe
Au niveau mésostructurel prennent naissance des parties cohérentes du discours, comme les paragraphes d’un texte écrit. C’est une unité sémantique et fonctionnelle, caractérisée par un thème ou une structure sémantique de premier plan. Le paragraphe a une structure interne, ayant souvent un point culminant en tant qu’unité centrale. Le point culminant dénomme le thème du paragraphe, se trouvant au début ou à la fin de celui-ci.

#### Le dialogue
Le dialogue est une autre entité discursive de niveau mésostructurel. Ce qui vaut pour le dialogue vaut en général pour le polylogue aussi. Les répliques du dialogue forment une unité sémantique discursive fondée sur les caractéristiques micro- et mésostructurelles déjà mentionnées.
L’entité de base du dialogue est la réplique. Sa structure est déterminée non seulement par des facteurs formels, mais aussi par les règles sociales des interlocuteurs, l’intention des locuteurs, le contexte verbal et situationnel, c’est-à-dire par le spécifique et le sens des répliques précédentes. La structure et le sens d’une réplique sont influencés par toutes les répliques antérieures, que les suivantes interprètent rétroactivement.
Le dialogue minimal consiste en deux répliques. La première a un rôle initiateur et la seconde – de réponse, rôles qui ne sont pas interchangeables :
(hu) – János elvitte a könyvet. – Végre, már háromszor szóltak a könytárból! « – János a emporté le livre. – Enfin ! La bibliothèque a appelé déjá trois fois ! »
(hu) – János elvitte a könyvet. – Nem szép tőle, még el sem olvastam. « – János a emporté le livre. – Ce n’est pas gentil de sa part, je ne l’ai même pas encore lu. »
Dans ces deux dialogues, la seconde réplique non seulement communique la réponse du second locuteur, mais en même temps complète et réinterprète les dires du premier. Le fait que János a emporté le livre peut être traité de points de vue différents.
Il y a des dialogues minimaux ou des parties d’un dialogue plus étendu qui forment des types de paires de répliques : question – réponse, demande – réponse, salutation – salutation.

### Macrostructure du discours
Au niveau de la macrostructure il y a des unités structurelles relativement grandes.

#### Le thème du discours
L’un des constituants de la macrostructure est le thème. C’est une notion plus ou moins complexe, qui fait partie dans une certaine mesure au moins de l’univers de connaissance de l’émetteur et du destinataire, pouvant s’enrichir, grâce au discours, de composantes supplémentaires. Certains discours ont un seul thème (par exemple l’information du bulletin d’informations, l’article de dictionnaire, une grande partie des dialogues quotidiens), d’autres ont plusieurs thèmes qui peuvent être liés entre eux (par exemple dans une réunion de travail ou dans un exposé scientifique), ou indépendants les uns des autres, par exemple dans les conversations quotidiennes ou dans une émission-débat.
Le thème est une représentation mentale à structure interne, que les participants à l’interaction communicative organisent selon un certain schéma cognitif. La mesure dans laquelle un thème est développé dépend de la situation de communication, du type de discours et des motivations du locuteur. Par exemple, dans le cadre cognitif de la protection de l’environnement, il peut y avoir comme éléments la nature, la propreté, la pollution, le comportement humain, la consommation, la responsabilité individuelle, la responsabilité collective, l’eau, l’air, le sol, la circulation routière, l’industrie, les emballages, les maladies, etc.
Le thème de la protection de l’environnement peut être présent dans un dialogue par une simple mention :
(hu) – Mit tartasz a legfontosabb mai problémának? – A környezetvédelmet. « – Qu’est-ce que tu trouves comme le problème actuel le plus important ? – La protection de l’environnement. »
Dans le dialogue, le thème n’est indiqué que par un nom et compris grâce aux connaissances des participants sur le monde, au cadre cognitif qui s’y rapporte. Si le dialogue ci-dessus continue, alors les interlocuteurs développent une partie du thème :
(hu) – Miért? – Mert az elmúlt időkben a nagyvárosok levegője nagymértékben romlott. A gyerekek folyton betegek, … « – Pourquoi ? – Parce que ces derniers temps, l’air des grandes villes est très mauvais. Les enfants sont tout le temps malades, … »
Un exposé sur la protection de l’environnement aborde tour à tour les détails les plus importants du thème et les développe dans une certaine mesure, c’est-à-dire les décrit, les définit. Un autre type de discours, par exemple un livre au titre Introduction à la protection de l’environnement, développe encore plus le thème et ses détails.

#### La structure discursive générale
C’est une autre caractéristique du niveau macrostructurel. Les points de vue qui s’y manifestent sont les suivants :
- internes à la structure du discours : des points de vue structurels élémentaires (brièveté – longueur, simplicité – complexité, linéarité – hiérarchie), des unités plus grandes dans le discours (paragraphe, chapitre), des points de vue rhétoriques ;
- externes à la structure du discours, se référant à la situation de communication : monologue (par exemple narration), dialogue, polylogue.

La simplicité ou la complexité d’un discours ne dépend pas de sa longueur. Un discours bref peut être simple (ex. un message bref, une note, un dialogue), mais aussi complexe (ex. un poème lyrique). Un discours long peut lui aussi être simple (ex. une narration à succession linéaire des événements) ou complexe : un exposé scientifique, un roman.
Certains discours longs, surtout les monologues élaborés, qu’ils soient oraux ou écrits, sont divisés en unités plus grandes et plus petites, par exemple en chapitres et en paragraphes. Le chapitre se distingue éventuellement par un titre et des procédés typographiques. Les paragraphes sont séparés l’un de l’autre dans la parole par une pause un peu plus grande qu’entre les phrases, et à l’écrit par des procédés graphiques.
Du point de vue rhétorique, le discours se divise autrement, mais toujours dans le but de l’efficacité de la communication, le plus souvent en une introduction, un développement et une conclusion. L’introduction vise à établir le contact avec le destinataire, et la conclusion – à rompre le contact avec lui, entre elles se situant la présentation et le développement du/des thème(s).

#### La situation de communication
Quant à cette composante du discours, il y a une différence entre le monologue, d’un côté, et le dialogue et le polylogue, de l’autre. Le monologue implique le manque de contact direct avec le destinataire, souvent avec une certaine distance dans le temps et dans l’espace entre émetteur et destinataire, c’est pourquoi il doit être plus explicite, nommer avec des moyens langagiers beaucoup d’éléments qu’on ne doit pas nommer dans le dialogue et le polylogue. Dans ces derniers, les participants interagissent par des moyens aussi bien langagiers qu’extra-linguistiques, c’est pourquoi ils peuvent contenir de nombreux éléments implicites, connus des participants, qui n’ont pas besoin d’être nommés. Entre dialogue et polylogue il n’y a que des différences situationnelles, dans ce dernier la hiérarchie des participants, les rôles sociaux reconnus qui déterminent la possibilité et l’ordre de la prise de parole ayant une plus grande importance.

#### Organisateurs textuels
Au niveau macrostructurel il y a une sous-classe de connecteurs qui contribuent à la cohérence du discours, appelés « organisateurs textuels ». Ils assurent le passage entre des parties du discours comme les paragraphes, et marquent l’ordre et la progression des idées. Les marqueurs de relation peuvent eux aussi être des organisateurs textuels, surtout dans les discours argumentatifs, introduisant tour à tour les arguments et une conclusion. Ils se trouvent le plus souvent en début de paragraphe. Par exemple, le premier paragraphe nomme le thème du discours et formule une thèse à son sujet, le deuxième paragraphe, qui peut commencer par D’abord, … ou Premièrement, … présente un premier argument, le troisième paragraphe, débutant par exemple par Ensuite, … ou Deuxièmement, …, avance un deuxième argument. Le quatrième paragraphe présente éventuellement une concession, en commençant par exemple par Bien sûr, …, qu’on peut rejeter dans le même paragraphe par une phrase débutant par Mais… ou Cependant, …. Le dernier paragraphe est conclusif, pouvant commencer par En somme, … ou En conclusion, ….
La typolgie des organisateurs textuels est partiellement la même que celle des marqueurs de relation. Ils peuvent être généraux ou occasionnels. Il y a des organisateurs textuels de temps (ensuite, au cours du XXe siècle), d’espace et de lieu (à côté, au bord de la rivière), d’énumération, ordre ou succession (pour commencer, enfin), d’explication ou de justification (autrement dit, pour cette raison), de hiérarchisation (surtout, par-dessus tout), d’opposition et de concession (au contraire, certes), de conclusion (en somme, en conclusion).
Il y a aussi des organisateurs textuels qui n’existent pas en tant que marqueurs de relation, ayant parfois la forme d’une phrase entière. À l’écrit, ils sont pour la plupart toujours en début de paragraphe. Exemples d’organisateurs de texte temporels dans une légende : Une vingtaine d’étés durant, …, Elle était toute jeune encore…, Depuis que le vieillard était disparu, …, Tous les jours, l’été, lorsque le soleil commençait à baisser, …, Cet automne-là, …, Et puis un soir, ….

## Types de discours
Traditionnellement, on distingue quatre types de discours : narratif, descriptif, explicatif et argumentatif.
En linguistique moderne, qui cherche à décrire toutes les espèces de discours, leurs types se distinguent d’après des macrostructures typiques et des facteurs situationnels typiques. Pour les déterminer, on peut appliquer quelques points de vue groupés en paires de notions opposées :
- écrit – oral ;
- monologué – dialogué ;
- chaque participant présent – un seul participant présent ;
- à structure établie par la tradition – sans structure établie par la tradition ;
- élaboré – spontané ;
- à contenu explicite – à contenu implicite.

Les deux dernières paires de points de vue n’indiquent pas des oppositions totales, mais plutôt des formes de réalisation spécifiques pour un domaine ou un autre.
Les types de discours sont en relation avec des attentes qui déterminent plus ou moins la forme et la structure du discours. Par exemple, la conversation quotidienne appartient au type oral, dialogué, spontané, en général à contenu en partie explicite, en partie implicite, basé sur les connaissances des participants, qui sont tous présents, et elle n’a pas de structure établie par la tradition (elle n’est pas enseignée dans des écoles). Par contre, l’information de presse est monologuée, élaborée, à contenu explicite, lors de sa création seul l’un des participants est présent, et elle a une structure établie par la tradition (elle est enseignée). Le type de discours est, par conséquent, une base de comparaison qui se concrétise toujours grâce à la situation de communication et aux motivations individuelles.

## Typologie, modèles, théories du discours
Émile Benveniste insiste sur l'opposition entre le discours à caractère personnel et le récit, impersonnel.
Michel Foucault consacre trois ouvrages à la définition d'une typologie du discours constitués d'énoncés et parallèle aux visibilités.

## Sources bibliographiques
- (hu) Balázs, János, A szöveg [« Le texte »], Budapest, Gondolat, 1985
- (en) Browne, Wayles et Alt, Theresa, A Handbook of Bosnian, Serbian, and Croatian [« Manuel de bosnien, serbe et croate »], SEELRC, 2004 (consulté le 17 mai 2018)
- (en) Bussmann, Hadumod (dir.), Dictionary of Language and Linguistics [« Dictionnaire de la langue et de la linguistique »], Londres – New York, Routledge, 1998  (ISBN 0-203-98005-0) (consulté le 17 mai 2018)
- Chartrand, Suzanne-G. et al., Grammaire pédagogique du français d’aujourd’hui, Boucherville (Québec), Graficor, 1999  (ISBN 2-89242-560-3)
- (cnr) Čirgić, Adnan ; Pranjković, Ivo ; Silić, Josip, Gramatika crnogorskoga jezika [« Grammaire du monténégrin »], Podgorica, Ministère de l’Enseignement et des Sciences du Monténégro, 2010  (ISBN 978-9940-9052-6-2) (consulté le 17 mai 2018)
- (ro) Constantinescu-Dobridor, Gheorghe, Dicționar de termeni lingvistici [« Dictionnaire de termes linguistiques »], Bucarest, Teora, 1998 ; en ligne : Dexonline (DTL) (consulté le 17 mai 2018)
- (en) Crystal, David, A Dictionary of Linguistics and Phonetics [« Dictionnaire de linguistique et de phonétique »], 4e édition, Blackwell Publishing, 2008  (ISBN 978-1-4051-5296-9) (consulté le 28 mars 2023)
- (fr) Dubois, Jean et al., Dictionnaire de linguistique, Paris, Larousse-Bordas/VUEF, 2002 (consulté le 28 mars 2023)
- (en) Eastwood, John, Oxford Guide to English Grammar [« Guide Oxford de la grammaire anglaise »], Oxford, Oxford University Press, 1994  (ISBN 0-19-431351-4) (consulté le 28 mars 2023)
- (fr) Grevisse, Maurice et Goosse, André, Le Bon Usage. Grammaire française, 14e édition, Bruxelles, De Boeck Université, 2007  (ISBN 978-2-8011-1404-9) (consulté le 28 mars 2023)
- (hu) Hangay, Zoltán, « Szövegtan [« Textologie »], A. Jászó, Anna (dir.), A magyar nyelv könyve [« Le livre de la langue hongroise »], 8e édition, Budapest, Trezor, 2007  (ISBN 978-963-8144-19-5), p. 521-554 (consulté le 17 mai 2018)
- (fr) Trésor de la langue française informatisé (TLFi) (consulté le 13 mars 2018)
- (hu) Tolcsvai Nagy, Gábor, « 6. fejezet – Szövegtan » [« Chapitre 6 – Textologie »], Kiefer, Ferenc (dir.), Magyar nyelv [« La langue hongroise »], Budapest, Akadémiai Kiadó, 2006  (ISBN 963-05-8324-0), p. 108-126 (consulté le 28 mars 2023)